# 安徳村
安徳村（あんとくむら）は、福岡県筑紫郡にあった村。現在の那珂川市の一部。

## 地理
矢岳の北西麓、那珂川の中流域に位置していた。

## 歴史

### 沿革
- 1889年（明治22年）4月1日 - 町村制の施行により、那珂郡 上梶原村、下梶原村、安徳村、東隈村、仲村、五郎丸村、今光村、松木村、中原村が合併して村制施行し、安徳村が発足[1][2]。
- 1896年（明治29年）4月1日 - 郡の統合により筑紫郡に所属[1][3]。
- 1909年（明治42年）- 那珂川が氾濫し今光橋流失[1]。
- 1956年（昭和31年）4月1日 - 筑紫郡南畑村、安徳村、岩戸村と合併し那珂川町を新設して廃止された[1][2]

### 地名の由来
安徳天皇の行宮が存在していたことによる。

## 産業
主要産業は米、野菜、ミカンなどの農業。

## 名所・旧跡
- 安徳大塚古墳[1]

## 交通

### 鉄道
現在は西日本旅客鉄道（JR西日本）博多南線・博多南駅の一部が旧村域にまたがっている他、九州新幹線が通過するが当時は未開通。

## 出身者
- 松口月城（まつぐち げつじょう） - 医師、漢詩家、書道家、南画家[4]。那珂川町名誉町民。本名は松口栄太（まつぐち えいた）。